# ALLDAY PROJECT
ALLDAY PROJECT（オールデイプロジェクト、朝: 올데이 프로젝트）は、韓国の5人組男女混成アイドルグループ。THE BLACK LABEL所属。公式ファンダム名はDAY ONE。2025年6月23日にシングル「FAMOUS」をリリースしデビューした。

## 来歴

### デビュー前
2024年初頭にTHE BLACK LABELの練習生らの流出した写真が拡散され、エラ、ベイリー、アニーなどが含まれていたことから、デビューの準備をしているのではないかという臆測が飛び交ったが、レーベルに所属していることが明確に確認されていたのはエラのみであった。ベイリーは振付師として、アニーは新世界グループの会長であるイ・ミョンヒの孫娘としてすでに著名であった。同年9月には流出した3人のうち、エラのみを含めたTHE BLACK LABEL初のガールズグループであるMEOVVがデビューした。
ヨンソは2023年にHYBEが開催した後のILLITのメンバーを決めるガールズグループサバイバル番組『R U Next?』に参加し、2位でデビューを控えていたがデビュー前にグループを脱退、所属事務所のBELIFT LABからも退所した。ウチャンは2017年に当時12歳で『Show Me the Money 6』に出演。後にBIGHIT MUSICの練習生となり、新たなボーイズグループを決定するプロジェクト「Trainee A」のメンバーとして活動していた。ターザンはモデルやダンサーとして活動しており、NewJeansの「Supernatural」やI-dleの「I Do」のミュージックビデオに出演していた。

### 2025年：デビュー
2025年6月9日にTHE BLACK LABELから初の男女混合グループがデビューすることが発表され、同年6月16日に「FAMOUS」のミュージックビデオを公開し、同年6月23日にシングルアルバム「FAMOUS」をリリースしてデビューした。

## メンバー
| 画像         | 名前                   | 本名                   | 本名           | 本名      | 本名            | 生年月日               | 身長    | 血液型 | 出生地                                                   | 本貫     | ポジション              | 備考                                           |
| 画像         | 名前                   | 仮名                   | ハングル       | 漢字      | ローマ字        | 生年月日               | 身長    | 血液型 | 出生地                                                   | 本貫     | ポジション              | 備考                                           |
| ------------ | ---------------------- | ---------------------- | -------------- | --------- | --------------- | ---------------------- | ------- | ------ | -------------------------------------------------------- | -------- | ----------------------- | ---------------------------------------------- |
|              | アニー ANNIE 애니      | ムン・ソユン           | 문서윤         | 文徐允    | Moon Seoyoon    | 2002年1月23日（23歳）  | 168cm   | O型    | 韓国 ソウル特別市龍山区漢南洞                            | 南平文氏 | ラッパー                | 新世界グループの会長であるチョン・ユギョンの娘 |
|              | ターザン TARZZAN 타잔  | イ・チェウォン         | 이채원         | 李埰源    | Lee Chaewon     | 2002年9月27日（22歳）  | 179cm   | B型    | 韓国 蔚山広域市南区玉洞                                  | 鶴城李氏 | ラッパー ダンサー       | モデル出身                                     |
|              | ベイリー BAILEY 베일리 | ベイリー・ドルー・ソク | 베일리 드루 석 | -         | Bailey Drew Sok | 2004年2月24日（21歳）  | 165cm   | 不明   | アメリカ合衆国 カリフォルニア州オレンジ郡 プラセンティア | 不明     | メインダンサー ラッパー | 振付師出身                                     |
| ソク・ユジン | ベイリー BAILEY 베일리 | 석유진                 | 〇〇〇         | Sok Yujin |                 | 2004年2月24日（21歳）  | 165cm   | 不明   | アメリカ合衆国 カリフォルニア州オレンジ郡 プラセンティア | 不明     | メインダンサー ラッパー | 振付師出身                                     |
|              | ウチャン WOOCHAN 우찬  | チョ・ウチャン         | 조우찬         | 趙旴燦    | Jo Woochan      | 2005年1月20日（20歳）  | 181cm   | B型    | 韓国 ソウル特別市永登浦区                                | 不明     | ラッパー                | 元BIGHIT MUSIC練習生（Trainee A）              |
|              | ヨンソ YOUNGSEO 영서   | イ・ヨンソ             | 이영서         | 李榮書    | Lee Youngseo    | 2005年11月13日（19歳） | 165.5cm | A型    | 韓国 ソウル特別市江南区                                  | 不明     | メインボーカル          | 「R U Next?」参加者                            |

## ディスコグラフィ

### 韓国

#### シングル
| No. | タイトル                 | 収録曲              | サークル チャート （週間） | 売上枚数 |
| --- | ------------------------ | ------------------- | -------------------------- | -------- |
| 1st | FAMOUS （2025年6月23日） | 1. FAMOUS 2. WICKED |                            |          |

#### ミュージックビデオ
| 公開日        | タイトル | リンク | 収録作品 |
| ------------- | -------- | ------ | -------- |
| 2025年6月16日 | FAMOUS   | ▶︎      | FAMOUS   |